# Дягилева, Янка
Я́на Станисла́вовна (Я́нка) Дя́гилева (4 сентября 1966, Новосибирск — 9 мая 1991, Новосибирский район, Новосибирская область) — советская поэтесса, рок-певица и автор-исполнитель. Участница панк-рок-групп «Гражданская оборона», «Великие Октябри» и др. Одна из представителей сибирского андеграунда конца 1980-х годов.
Дягилева быстро завоевала известность и уважение в советском рок-андеграунде, вышли в свет неавторизированные альбомы Янки.
В мае 1991 года Дягилева погибла при до конца не выясненных обстоятельствах. Официальный вывод следствия — утопление в результате несчастного случая.

## Биография

### Жизненный путь
Родилась 4 сентября 1966 года в Новосибирске в семье инженеров Станислава Ивановича (скончался 30 декабря 2021 года) и Галины Дементьевны Дягилевых. Окончила среднюю школу № 42 (ныне — Гимназия № 1) Новосибирска, также училась один год в музыкальной школе по классу фортепиано, однако забросила обучение. После появилось желание научиться игре на гитаре. Осваивала гитару в кружке при клубе Жиркомбината. Точные науки не любила, проявляла склонность к гуманитарным, в частности к литературе; хорошо писала сочинения. Много читала, среди её любимых авторов были Марина Цветаева, Анна Ахматова, Николай Гумилёв, Андрей Платонов. Уже в школьные годы писала стихи (сохранились несколько стихотворений предположительно её авторства, переписанных школьной подругой; однако они довольно сильно отличаются от более позднего творчества и не исключено, что их откуда-то переписала сама Янка), пела и играла на гитаре, участвовала в школьной самодеятельности. В 1984 году поступила в Новосибирский институт инженеров водного транспорта. Была членом ансамбля политической песни «АМИГО». На втором курсе бросила институт.
К 1985 году относятся первые дошедшие до нас стихотворения, авторство которых не вызывает сомнений.
В октябре 1986 года умерла от рака мать Яны.
Апрель 1987 года — знакомство с Егором Летовым.
Январь 1988 года — запись первого альбома «Не положено». 24 июня — первое выступление на большой сцене на панк-фестивале в Тюмени, запись бутлега «Деклассированным элементам».
В 1988—1990 годах Янка и «Гражданская оборона» путешествовали по стране. В Ленинграде они встретили Сергея Фирсова, который стал их директором в этот период. Первым выступлением в этом городе считается выдающийся концерт в театральном зале «Время» в Автово. Это мероприятие было первым концертом в Ленинграде для Янки и групп «Вопли Видоплясова», «Гражданская оборона», «Не ждали»; пятым же участником концерта стал местный «АукцЫон».
Фирсов организовывал многочисленные концерты, киносъёмки этих концертов, квартирники, выступления на рок-фестивалях по всей стране.
Запись альбомов происходила в том числе и в Ленинграде, на квартире Фирсова («Продано!»). После Таллина и Ленинграда были концерты в Крыму, после которых они вернулись в Тюмень.
В ноябре 1990 года состоялись последние публичные выступления Янки, о которых есть информация: концерты в Иркутске и Ангарске, квартирник в Ленинграде, последняя концертная запись Янки была сделана 10 ноября в Иркутске. В феврале 1991 года планировались ещё несколько концертов в Иркутске, но о них не существует никаких достоверных сведений, не известно даже, состоялись они или нет. В конце февраля 1991 года в Новосибирске в общежитии НЭТИ[уточнить] Янка записывает свои последние песни: «Выше ноги от земли», «На дороге пятак», «Про чёртиков» и «Придёт вода».
При жизни Янка фактически не была замечена официальными средствами массовой информации. Она очень не любила давать интервью, отклонила предложение «Мелодии» о выпуске диска, видеоматериалов о Янке телевидение не снимало. Дягилева никогда не стремилась к популярности и не содействовала каким-либо образом «раскрутке» своего имени.
— Просто поговорить — пожалуйста. Но в газете не должно быть ни строчки. 
— Но почему? Может быть, это не нужно вам, но нужно другим? 
— Те, кому это нужно, и так разберутся, кто я и зачем.

### Смерть

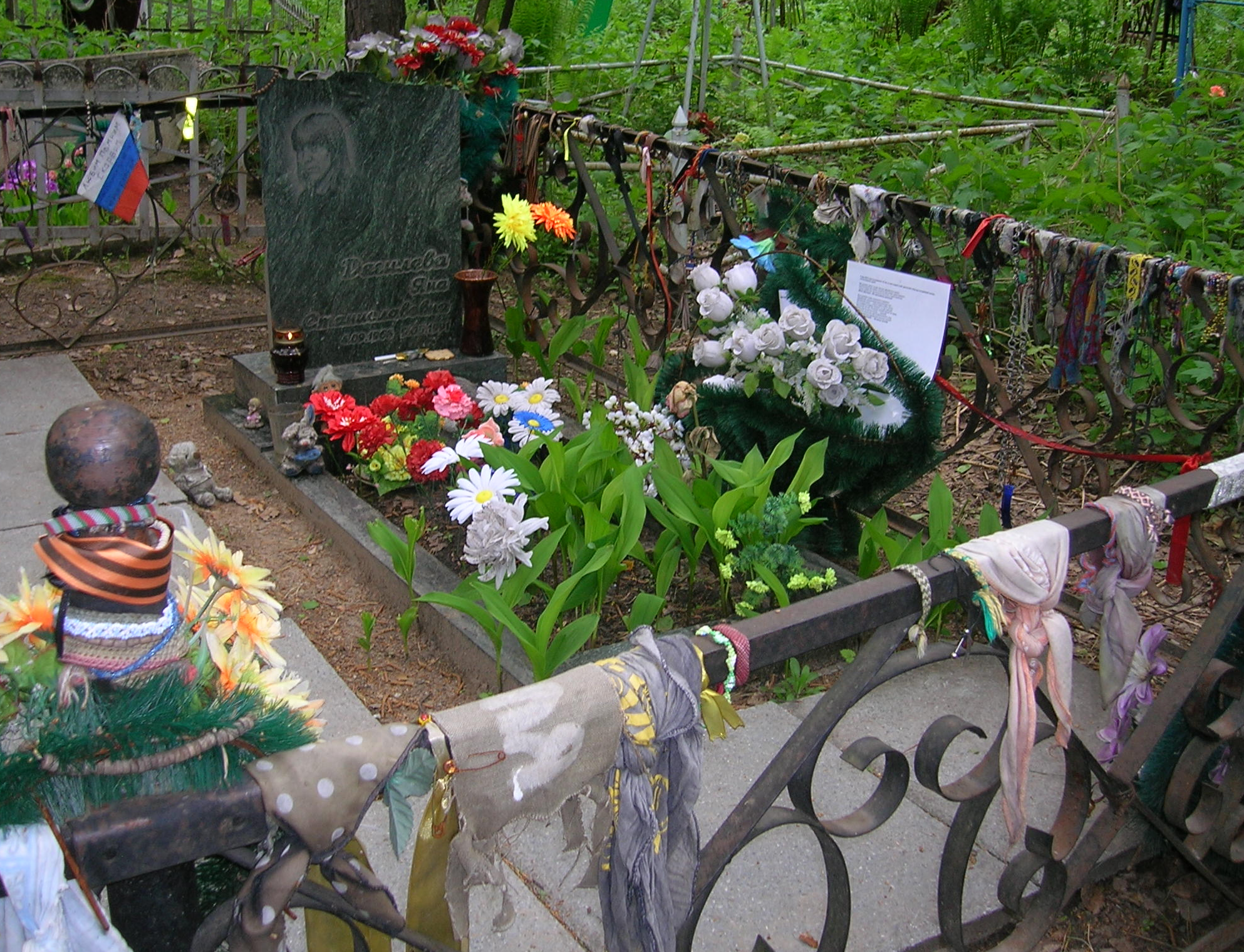
Могила Дягилевой на Заельцовском кладбище Новосибирска

Около 19 часов 9 мая 1991 года (этот день принят в качестве официальной даты её смерти) Яна ушла со своей дачи под Новосибирском, где она находилась со своей семьёй, и не вернулась; поиски в близлежащем лесу были безуспешными. 17 мая её тело было найдено рыбаком в реке Иня возле станции Издревая (по другим данным — возле станции Инская). 19 мая Янка была похоронена в Новосибирске на Заельцовском кладбище. На похоронах собралось более тысячи человек. После похорон Летов зашёл в дом Янки и изъял все её письма, черновики и другие бумаги, в настоящее время находящиеся у его вдовы Натальи Чумаковой.
Точные время, место и обстоятельства смерти Яны Дягилевой до сих пор неизвестны. По некоторым предположениям, утонула она вблизи остановочной платформы Новородниковый (около 40 км вверх по течению от места обнаружения тела).
После смерти Янки появилось много различных версий произошедшего. Следствием так и не было окончательно установлено, был ли это несчастный случай или самоубийство. Официальные органы приняли версию об утоплении в результате несчастного случая, согласно данным судмедэкспертизы на теле не было обнаружено никаких насильственных повреждений.
Сторонники версии о самоубийстве высказывали различные предположения о возможных мотивах. Известно, что зимой-весной 1991 года Янка страдала от депрессии, усилившейся после очередного приезда Летова. Незадолго до смерти Яны, 23 апреля, из-за халатности врачей погиб её сводный брат (сын второй жены С. Дягилева) Сергей Шураков. Егор Летов несколько раз заявлял о существовании предсмертной записки, в которой Янка объясняла причины своего самоубийства, однако в конце концов признался, что это его вымысел и никакой записки не было.
Существует версия и об убийстве: в частности, Егор Летов и Вадим Кузьмин (лидер группы «Чёрный Лукич») в своих интервью не исключали такую возможность. Согласно этой версии, затылок Янки был проломлен, а в лёгких не было воды (что является признаком того, что смерть наступила ещё до попадания в воду). Документально эти сведения не подтверждены; сторонники данной версии объясняют это нежеланием милиции браться за расследование убийства. По предположению Летова, убийцами были пьяные хулиганы, с которыми случайно встретилась Янка. Некоторые её друзья подозревают конкретного человека, одного из её знакомых.

## Оценки творчества
В фильме «Здорово и вечно» Олег Судаков высказывался:

Тюмень, 88-й или 89-й год. Янка поёт песни, у неё они просто врезаются, такие эпизоды, «я там стервенею с каждой норковой шапкой». На краю сцены сидят пять или шесть девчонок, тогда ещё, по-моему, ангорской этой «шерсти», такие мохнатые пуловеры были, вот, там короткие юбки, естественно там с иголочки. И стоит Янка. Она как бы всё это поёт, и все, допустим, другие, как бы из другой оперы люди, понимают, что, вообще-то говоря, так нельзя. Вести себя девушке такой. С другой стороны, такая она немножко плотная была, такой медвежонок… Но говорит о том, о чём они боятся себе признаваться. И в этот момент они просто плакали. Я несколько слёз как бы заметил у девиц. Они понимают, что никогда не смогут быть такими. То есть, вот такой не в смысле на сцене, а в смысле вот так видеть мир. Очень хочется быть такой. Но ты такой никогда не будешь. Но ужасно здорово, что она хотя бы это показала и они это восприняли в эту секунду.
Евгений Маргулис считает Янку Дягилеву и Летова талантливыми, но «не въезжал в то, что они делают».

## Дискография
Имущественные авторские права на все произведения Янки в настоящее время принадлежат её подруге Анне Волковой (в 1990-е годы была замужем за Егором Летовым), которой их после смерти дочери передал С. И. Дягилев.

### Альбомы и сборники

#### Прижизненные альбомы и бутлеги
- «Не положено» (1987)
- «Декласированным элементам» (1988)
- «Домой!» (1989)
- «Ангедония» (1989)
- «Стыд и срам» (1989)
- «Продано!» (1989)

#### Посмертные альбомы и сборники
- «Стыд и срам» (1991) — 4 последние песни и 3 ранее не вошедшие ни в один из альбомов были обработаны «Гражданской обороной» под руководством Егора Летова
- «Не положено» (1992)
- «Я оставляю ещё полкоролевства» (1992)
- «Столетний дождь» (1992)
- «Янка. Только лучшие песни» (2004)

#### Студийные записи в других проектах
- Песня «Печаль моя светла», вошедшая в альбом ГО «Некрофилия».
- Стихотворение «Как жить», вошедшое в альбом ГО «Тоталитаризм».
- Песни «Берегись!» и «Особый резон», вошедшие в сборник «Инструкция по обороне».
- Несколько песен, вошедших в альбом «Хроника пикирующего бомбардировщика».
- Запись с группой «Закрытое предприятие» (1988)

### Концертные записи
- 1987 год, 9 декабря — домашняя запись Юли Шерстобитовой в квартире Манагера, Омск (13 минут).
- 1988 год, июнь — Янка и «Великие Октябри» на Тюменском фестивале альтернативной и леворадикальной музыки (20 минут).
- 1988 год, 1 августа — Янка и «Великие Октябри». Концерт в Кургане (25 минут).
- 1989 год, 28 января — концерт в МАМИ, Янка и «ГО» (40 минут).
- 1989 год, февраль — «Красногвардейская» (47 минут).
- 1989 год, февраль — «Акустика» (40 минут, то же самое, что и «Красногвардейская», но вырезаны разговоры, нет бонус-треков).
- 1989 год, 19 февраля — концерт с «ГО» в ДК МЭИ (40 минут).
- 1989 год, 20 февраля — концерт памяти А. Башлачёва в ДК Пищевиков (Ленинград, 15 минут).
- 1989 год, 28 февраля — Янка в Харькове (28 минут).
- 1989 год, апрель — концерт в Иркутске (45 минут).
- 1989 год, апрель — концерт в зале «Время» (Ленинград, 15 минут).
- 1989 год, 3 июня — концерт памяти Дмитрия Селиванова (8 минут).
- 1989 год, 23 июня — «Сашка, Янка, Коча» (квартирник у Чернецкого) (90 минут).
- 1989 год, 2 сентября — Янка и «Великие Октябри». Выступление в ДК «Железнодорожник», Тюмень (30 минут).
- 1989 год, осень — концерт в Барнауле (45 минут).
- 1990 год, 13 января — фестиваль «Рок-Акустика» (Череповец, ДК Строителей, 30 минут).
- 1990 год, 17 февраля — концерт с «ГО» в ДК МЭИ (48 минут).
- 1990 год, 20 февраля — мемориал Александра Башлачёва (Ленинград, БКЗ «Октябрьский») (13 минут).
- 1990 год, апрель — концерт в Киеве (41 минута).
- 1990 год — квартирник с Летовым в Москве (30 минут).
- 1990 год, 13 октября — концерт на фестивале «Рок-Азия» (32 минуты).
- 1990 год, октябрь — концерт в Иркутске (60 минут).

### Переиздания 2007 года
24 апреля 2009 года издательством «Выргород» были выпущены переиздания альбомов Янки, подготовленные Егором Летовым и Натальей Чумаковой летом 2007 года. Все диски дополнены бонусами. В переизданиях собраны фактически все архивные студийные и некоторые редкие концертные записи Янки.
- «Домой!» (Выргород 052)
- «Ангедония» (Выргород 053)
- «Стыд и срам» (Выргород 055)
- «Последняя акустика» (Выргород 054)

### Видеозаписи
Видеокассета «Янка» — «Manchester Files» (VIDEO MAN 010), 1999 (в 2007 выпущена на DVD «По трамвайным рельсам», DVDMAN 003-07). Содержит следующие материалы:
- Концерт на фестивале «Рок-акустика», Череповец, 1990
- Выступление на мемориале памяти А. Башлачёва, Ленинград, 1990
- Выступление на концерте памяти Д. Селиванова, Новосибирск, 1989
- Выступление совместно с Ником Рок-н-Роллом на «Рок-акустике», Череповец, 1990

Также существует двухминутный немой фрагмент концерта в ДК МЭИ 17 февраля 1990.

### Участие в других проектах
- «Гражданская оборона»
- «Девичья фамилия»
- «Инструкция по выживанию»
- «Калинов мост»
- «Коммунизм»
- Ник Рок-н-ролл
- «Великие Октябри» (название было придумано самой Янкой в спешке, и казалось потом не вполне удачным)[5]
- «Закрытое предприятие»

## Память

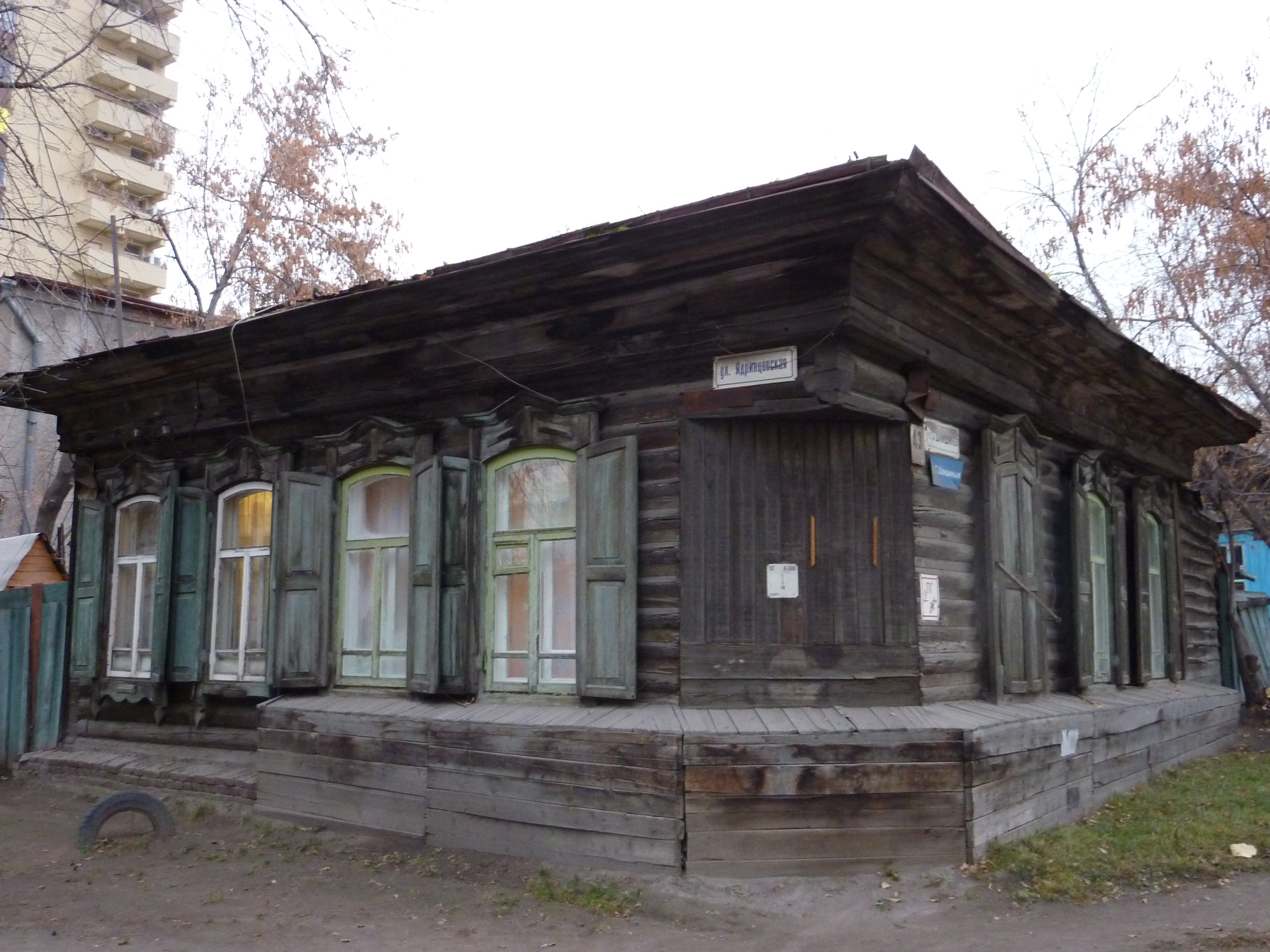
Дом Янки Дягилевой. Улица Ядринцевская, 61

- По словам брата Егора Летова, песня «Офелия» группы «Егор и Опизденевшие» посвящена уходу из жизни Янки[13].
- В творчестве барнаульской панк-рок группы «Тёплая трасса» есть песня «Коридор», посвящённая Янке (заканчивается строчкой «Ты прости меня, Янка»). Автор стихов — Вадим Макашенец (Депа Побоков). Песня впервые вышла в альбоме «Меня мало убить» в 1991 году[14].
- В 2011 году при участии Станислава Дягилева, отца Янки, в Новосибирске был организован большой концерт в честь 45-й годовщины со дня её рождения[15].
- В июне 2013 года мэрия Новосибирска отказала инициативной группе горожан в установке мемориальной доски на частном доме по адресу Ядринцевская, 61, где Янка Дягилева прожила всю жизнь[16]. Инициативная группа собрала достаточные средства для изготовления, установки и содержания доски, были получены согласие владельцев и жильцов дома, а также ряд писем поддержки[16][17]. Против установки также выступил ректор местной консерватории Константин Курленя. По его словам, если бы певица была жива, то в ответ на предложение об установке доски «послала бы всех нахрен». Однако уже в январе 2014 года решение городских властей было пересмотрено, и городская комиссия по присвоению наименований одобрила установку мемориальной доски[18]. 31 мая 2014 года мемориальная доска была установлена[19]. В 2017 году начата кампания по сохранению дома с целью сделать в нём музей сибирского панка[20]. Однако в апреле 2019 года появились сообщения, что дом в Новосибирске, где в детстве жила Янка Дягилева, может быть снесён[21]. Тем не менее чуть позже, 26 июля 2019 года на новосибирском новостном портале появилась новость о том, что застройщик микрорайона, где расположен дом Янки Дягилевой, не намерен сносить этот дом[22].
- В 2014 году вышел документальный фильм о ранних годах «Гражданской обороны» — «Здорово и вечно», часть фильма посвящена Янке.
- В этом же 2014 году вышел фильм Владимира Козлова «Следы на снегу» о сибирском панке; часть этой документальной ленты также посвящена Янке.
- В 2020 году был снят художественный фильм «На тебе сошёлся клином белый свет» о последних днях жизни Янки (полнометражный дебют режиссёра Игоря Поплаухина)[23]; премьера фильма состоялась в 2022 году.
- 25 сентября 2021 года в Новосибирском драматическом театре состоялась премьера спектакля «Янка»[24].
- В сентябре 2021 года издательство «Бомбора» выпустила книгу Кристины Пауэр «Янка Дягилева. Жизнь и творчество самой известной представительницы женского рок-андеграунда»[25].
- В издательстве «Выргород» готовится к публикации биографическая книга о Дягилевой под названием «Над пропастью весны». Автор — Сергей Гурьев[26].

## Кавер-версии
- В 1998 году группа «Пилот» записала кавер-версию песни «На чёрный день» для альбома «Жывой Концерррт». Песня представлена в альбоме под названием «Сюрприз».
- Ольга Арефьева исполняла со сцены несколько песен Янки, в том числе «От большого ума», «На чёрный день», «Особый резон».
- В 2001 году певица Юта записала свою кавер-версию песни «От большого ума» для альбома «Легко и даже изящно».
- В 2007 году американская певица родом из Харькова Алина Симон записала трибьют-альбом, полностью состоящий из кавер-версий песен Янки Дягилевой, который вышел в 2008 году под названием «Everyone is Crying Out to Me Beware»[27].
- В 2007 году «Нюркину песню» Янки Дягилевой записала и исполняет на концертах известная российская фолк-певица Пелагея Ханова (группа «Пелагея»).
- «Нюркина песня» была написана Янкой Дягилевой для её ближайшей подруги Анны Волковой. В 2009 году Анна Волкова совместно с Александром Владыкиным записала её для альбома «Нюркина песня».
- 4 июля 2013 года в Манчестере в рамках Манчестерского международного фестиваля бристольская трип-хоп-группа Massive Attack вместе с вокалисткой группы Cocteau Twins Элизабет Фрейзер исполнили на русском языке кавер-версию песни Янки Дягилевой «Печаль моя светла»[28].
- 20 ноября 2014 года состоялся сетевой релиз трибьюта Янке Дягилевой «По ветру в вечность (electronic tribute)». Участники — российские электронные музыканты. 11 треков, 55 минут. Electronic, IDM, industrial, experimental.
- 2 февраля 2022 года испанская группа Egun beltzak выпустила трибьют-альбом на баскском языке. В альбом вошли 14 песен. Работа над альбомом проходила с 2015 года[29].

## Приписывание авторства
Существует ряд песен, приписываемых Янке. Среди них «Дети» (реальный автор Елена Свирипа), «Враг» (Кошка Сашка), «Хочу к тебе» (Ксения Солдатова), «Протест» (кстовская группа «Патология»), «Прыгай вниз» (исполнитель Олеся Дицель, автор, предположительно, Олеся Троянская), «Этот город» (Ольга Тишина) и «Чудовица» (Ольга Козлова).

### Искусствоведческие статьи
- Афанасьев А. С. Взаимодействие национального и советского дискурсов в творчестве Янки Дягилевой // Русская рок-поэзия: текст и контекст. — 2016. — № 16. — С. 159—167.
- Багичева В. В. Концепт «жизнь» в творчестве Янки Дягилевой // Русская рок-поэзия: текст и контекст. — 2008. — № 10. — С. 138—144.
- Багичева В.В., Багичева Н.В. Концепт «Смерть» в творчестве Янки Дягилевой // Русская рок-поэзия: текст и контекст. — 2007. — № 9. — С. 54—68.
- Багичева В. В. Перцептивные смыслы концепта «Жизнь» в творчестве рок-поэтессы Янки Дягилевой // Лингвокультурология. — 2008. — № 2. — С. 16—23.
- Клюева Н. Н. Метрико-ритмическая организация песенной поэзии Янки Дягилевой // Русская рок-поэзия: текст и контекст. — 2008. — № 10. — С. 145—152.
- А.С. Мутина. «Выше ноги от земли», или ближе к себе (о некоторых особенностях фольклоризма в творчестве Янки Дягилевой) // Русская рок-поэзия: текст и контекст. — 2000. — № 4. — С. 187—190.
- Мюллер М. К. Отказ от классического тропа в песенной лирике Янки Дягилевой // Русская рок-поэзия: текст и контекст. — 2016. — № 16. — С. 168—176.
- Мюллер М. К. Принцип монтажа в песенной лирике Янки Дягилевой // Русская рок-поэзия: текст и контекст. — 2014. — № 15. — С. 231—242.
- Мюллер М. К. «Только сказочка хуёвая… »: потеря детства как Центральный мотив в текстах Янки Дягилевой // Русская рок-поэзия: текст и контекст. — 2017. — № 17. — С. 136—144.
- Пауэр К. Ю. Урбанистический пейзаж в поэзии Янки Дягилевой // Русская рок-поэзия: текст и контекст. — 2017. — № 17. — С. 145—150.